# Holmsjön (Åsele socken, Lappland, 713084-158930)
Holmsjön är en sjö i Åsele kommun i Lappland och ingår i Gideälvens huvudavrinningsområde. Sjön har en area på 0,232 kvadratkilometer och ligger 374 meter över havet.

## Delavrinningsområde
Holmsjön ingår i det delavrinningsområde (712985-158902) som SMHI kallar för Ovan Valvattenbäcken. Medelhöjden är 364 meter över havet och ytan är 33,45 kvadratkilometer. Räknas de 26 avrinningsområdena uppströms in blir den ackumulerade arean 502,88 kvadratkilometer. Avrinningsområdets utflöde Gideälven mynnar i havet. Avrinningsområdet består mestadels av skog (72 procent) och sankmarker (18 procent). Avrinningsområdet har 0,47 kvadratkilometer vattenytor vilket ger det en sjöprocent på 1,4 procent.